# 7. SS dragovoljačka gorska divizija „Prinz Eugen”
7. SS dragovoljačka gorska divizija „Princ Eugen” (njemački: 7. SS-Freiwilligen-Gebirgs-Division „Prinz Eugen“), skraćeno Princ Eugen, bila je vojna jedinica u sastavu Waffen SS-a tijekom Drugog svjetskog rata. Osnovana je u ožujku 1942. od Volksdeutschera (etničkih Nijemaca), dragovoljaca iz Hrvatske, Rumunjske, Srbije i Mađarske. Sudjelovala je u protupartizanskim operacijama na Balkanu tijekom rata.

## Formiranje
Prinz Eugen je formiran prvotno kao brdska divizija. Nisu bili opremljeni standardnim njemačkim naoružanjem, nego su koristili zarobljeno, npr. češke strojnice i francuske lake tenkove.
Prva akcija divizije izvedena je na srpsko-crnogorskoj granici u planinama istočno od rijeke Ibar i kasnije u Operaciji Weiß u okolici Karlovca i Zagreba, gdje su s talijanskim jedinicama bezuspješno pokušali uništiti Titove partizane.
U svibnju 1943. sudjeluju u Operaciji Schwarz - aktivnostima protiv četnika Draže Mihailovića u Hercegovini i Crnoj Gori.

## 1943.
Divizija napada Mostar i neprijateljske jedinice sjeverozapadno od Sarajeva. Operacija je uspješno izvedena, te je Mihailović prisiljen povući se u Srbiju.
U kolovozu 1943. Prinz Eugen je pridružena 15. brdskom oružanom korpusu (njem. XV Gebirgs Armee korps) i poslana u rujnu 1943. na dalmatinsku obalu s ciljem razoružavanja talijanskih snaga koje su kapitulirale. Tada i okupira otoke Hvar, Brač i Korčulu te poluotok Pelješac i sudjeluje u Operaciji Landsturm, još jednoj protupartizanskoj akciji u Omišu, Pločama i na Biokovu.
U rujnu pripadnici divizije u suradnji s četnicima su vrše pokolj hrvatskog pučanstva u nizu sela triljskog i sinjskog kraja.
Divizija je reorganizirana 22. listopada i preimenovana iz prvobitnog 7. dobrovoljačka divizija „Princ Eugen” u 7. dobrovoljačka brdska divizija „Princ Eugen”, kako je u studenom pridružena 5. SS brdskom korpusu.

## 1944.
U ožujku 2. bojna 14. pukovnije provodi pokolj nad Hrvatima u Cetinskoj krajini. Kasnije divizija sudjeluje u još nekoliko protupartizanskih akcija u suradnji s još nekim njemačkim postrojbama, uključujući i desant na Drvar gdje je cilj bio ubojstvo Josipa Broza Tita.
U svibnju divizija poduzima akcije koje sprječavaju partizane da prebjegnu u Crnu Goru. Do tog vremena Crvena armija napreduje kroz Balkan, tako da se divizija sukobljava s Sovjetima i Bugarima, te trpi velike gubitke.
21. rujna pogiba prvi zapovjednik Obergruppenführer (ekvivalent činu generala) Artur Phleps.
Sljedeća akcija je poduzeta u suradnji s SS Handžar i Kama divizijama sastavljenima većinom od ljudstva iz NDH.
20. listopada Beograd oslobađaju NOVJ (Narodnooslobodilačka vojska Jugoslavije) i Treći ukrajinski front sovjetske Crvene armije, a Princ Eugen biva postavljena u pozadinu obrane njemačkog povlačenja, zajedno s Handžar i Skanderbeg (koja je kasnije raspuštena i pripojena Princu Eugenu) divizijama osigurava koridor za povlačenje 350.000 njemačkih vojnika iz Grčke.